# Menningweermolen
De Menningweermolen in Grootschermer is een in 1888 gebouwde poldermolen, die is gebouwd als vervanging van een in dat jaar door blikseminslag getroffen en afgebrande molen op dezelfde plaats. De molen is een rietgedekte achtkantige molen van het type grondzeiler. De kap van de molen is voorzien van een kruiwerk dat van binnen gekruid wordt. De molen is, zoals meer Noord-Hollandse poldermolens, een binnenkruier. De Menningweermolen is voorzien van een Vlaamse vang. De molen bemaalt samen met een elektrisch gemaal de polder Menningweer.
De molen is eigendom van het Hoogheemraadschap Hollands Noorderkwartier en is niet te bezoeken.